# Triangle sous-occipital
Le triangle sous-occipital ou triangle de Tillaux est une région paire du cou délimitée par les trois muscles sous-occipitaux suivants
- Le muscle grand droit postérieur de la tête - au-dessus et médialement
- Le muscle oblique supérieur de la tête - au-dessus et latéralement
- Le muscle oblique inférieur de la tête - au-dessous et latéralement

Le quatrième muscle sous-occipital, le muscle petit droit postérieur de la tête se trouve également dans la région mais ne fait pas partie du triangle.
Il est recouvert d'une couche de tissu fibro-adipeux dense, située sous le muscle semi-épineux de la tête.
La zone profonde est formée par la membrane atloïdo-occipitale et l'arc postérieur de l'atlas.

## Contenu du triangle sous-occipital
Le triangle sous-occipital contient :
- La troisième partie de l'artère vertébrale,
- La branche dorsale du nerf sous-occipital (C1),
- Le plexus veineux suboccipital.

## Fonction musculaire
Le but de ces muscles est de fournir une fonction motrice fine dans les mouvements de la tête. Les actions du muscle trapèze, du muscle sterno-cléido-mastoïdien et des autres muscles plus puissants intervenant dans les déplacements de la tête sont affinées par les muscles sous-occipitaux relativement moins puissants.
Ils joueraient également un rôle important dans la proprioception cervicale.

## Aspect clinique
Avant les techniques d'angiographie par cathéter,  cette zone permettait l'accès à l'artère vertébrale pour réaliser une angiographie du polygone de Willis.

## Galerie

Les muscles du triangle sous-occipital : en vert, le muscle oblique supérieur de la tête, en bleu le muscle grand droit postérieur de la tête et en rouge le muscle oblique inférieur de la tête.
Les muscles du triangle sous-occipital : en vert, le muscle oblique supérieur de la tête, en bleu le muscle grand droit postérieur de la tête et en rouge le muscle oblique inférieur de la tête.
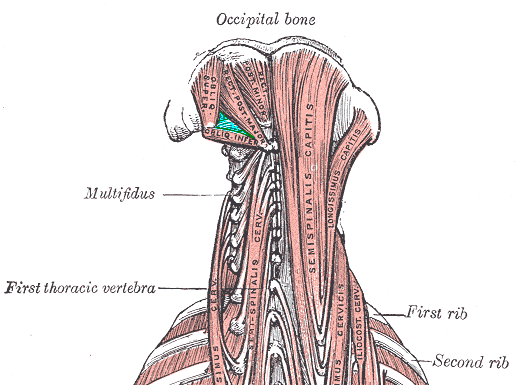
Les muscles profonds de la nuque. Le triangle est marqué en turquoise.
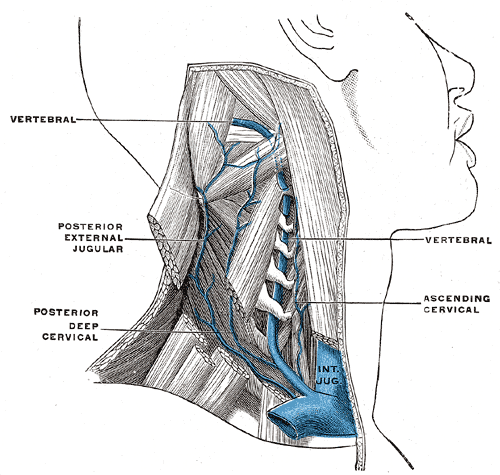
La veine vertébrale.